# ドリヤス工場
ドリヤス工場（ドリヤスこうじょう、本名：非公表）は、日本の漫画家。東京都出身。自称「パチモノ同人作家」であり、水木しげるを彷彿させる画風が特徴である。代表作は『有名すぎる文学作品をだいたい10ページくらいの漫画で読む。』『オモテナシ生徒会』『異世界もう帰りたい』など。

## 来歴
同人活動を経て、2005年（平成17年）より漫画家として活動している。
商業デビュー前から『涼宮ハルヒシリーズ』などアニメの二次創作を、水木しげる風の画風で発表し、話題となっていた。点描、独特の書き文字、吹き出しの配置、台詞の間、背景の構図など、徹底的に水木の作風を貫いている。自身も水木が好きで、デビュー以来から水木を尊敬してきたと語っているものの、水木との関係は一切なく、水木のもとでアシスタントなどとして修業した経験も一切ない。
水木風の画風により、「全体的におおらかなユーモアが漂い、虚実を超越した別天地のような空気」と、文学者の中条省平により評価されている。水木風の画風を面白がる読者がいる反面、熱狂的な水木ファンから批判の声も受けている。そうした声もあって、「失礼なことには絶対にならないように」と、自分の中で線引きをしているという。
代表作の一つ、2014年（平成26年）からウェブコミック配信サイトのトーチwebで連載を開始した『有名すぎる文学作品をだいたい10ページくらいの漫画で読む。』は、著名な文学作品を水木風の画風で紹介する作品である。2018年（平成30年）に日本テレビの『世界一受けたい授業』で又吉直樹により取り上げられたことで大きな反響を呼び、累計40万部を突破。同2018年8月にはTBS系『王様のブランチ』の文芸書ランキングで6位を記録し、ドリヤス工場自身の人気も上昇するに至る。
漫画家の天獅子悦也は大学時代の先輩にあたる。

## 作品リスト
- あやかし古書庫と少女の魅宝（月刊ComicREX、2011年[12] - 2012年[13]）
- 有名すぎる文学作品をだいたい10ページくらいの漫画で読む。（トーチweb、2014年 - 2015年[14]）
- 定番すぎる文学作品をだいたい10ページくらいの漫画で読む。（トーチweb、2015年 - 2016年[15]）
- テアトル最終回（サイコミ、2016年 - 2017年[16]）
- 必修すぎる文学作品をだいたい10ページくらいの漫画で読む。（トーチweb、2016年 - 2017年[17]）
- 文豪春秋（文學界、2017年 - 2019年[1]）
- オモテナシ生徒会（月刊少年エース、2018年[18][19]）
- 異世界もう帰りたい（コミプレ、2019年 - 2021年[20]）
- 評判すぎる文学作品をだいたい10ページくらいの漫画で読む。（トーチweb、2020年[21] - 2023年[22]）
- 昭和怪事件案内（文春オンライン、2021年[23] - 2023年[24]）
- さまよい令嬢道中記（コミプレ、2024年[25] - ）

- 20世紀怪事件案内（文春オンライン、2024年[26] - ）